# Leuben (Stadtbezirk)
Leuben ist ein Stadtbezirk von Dresden. Mit Wirkung vom 13. September 2018, dem Tag der öffentlichen Bekanntmachung der entsprechenden Hauptsatzungsänderung, ersetzte die Bezeichnung Stadtbezirk die ursprüngliche Bezeichnung Ortsamtsbereich. Entsprechend wurden aus Ortsbeirat, Ortsamt und Ortsamtsleiter die neuen Bezeichnungen Stadtbezirksbeirat, Stadtbezirksamt und Stadtbezirksamtsleiter.

## Gliederung
Der Stadtbezirk gliedert sich in folgende vier statistische Stadtteile:
- Leuben mit Dobritz-Süd und Niedersedlitz-Nord, bestehend aus Leuben sowie dem Süden von Dobritz und dem Norden von Niedersedlitz
- Laubegast mit Alttolkewitz, bestehend aus Laubegast und dem alten Tolkewitzer Dorfkern
- Kleinzschachwitz mit Meußlitz und Zschieren, bestehend aus Kleinzschachwitz, Meußlitz und Zschieren
- Großzschachwitz mit Sporbitz, bestehend aus Großzschachwitz und Sporbitz

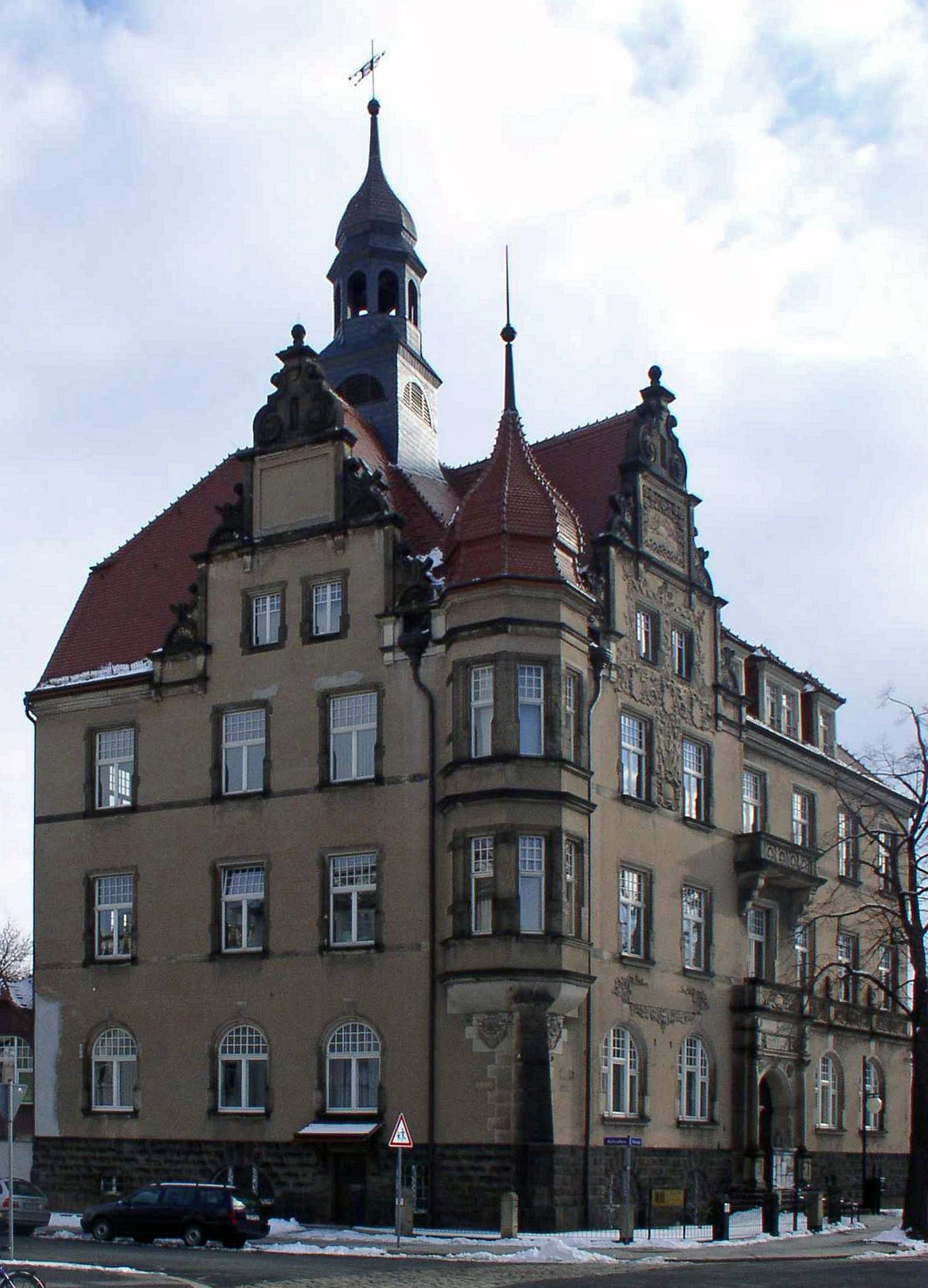
Das Rathaus Leuben, der Sitz des Stadtbezirksamts.

Diese Art der Gliederung besteht seit 1991. Zuvor gehörte das Gebiet zum Stadtbezirk Dresden-Ost.
Der Stadtbezirk liegt im Südosten der Stadt und wird von der Elbe im Nordosten sowie den Stadtbezirken Blasewitz im Nordwesten und Prohlis im Südwesten begrenzt.

## Politik
Der Stadtbezirksbeirat wird direkt gewählt, zeitgleich zur Stadtratswahl.
| Stadtbezirksbeiratswahl Leuben 2024Wahlbeteiligung: 69,1 % 403020100 31,9 %23,9 %10,6 %8,9 %8,5 %8,4 %4,6 %3,3 % AfDCDUTZ/BS24cGrüneSPDLinkeFWFDPAnmerkungen:c Team Zastrow/Bündnis Sachsen 24 | Sitzverteilung im Stadtbezirksbeirat Leuben seit 2024Insgesamt 15 Sitze - Linke: 1 - Grüne: 1 - SPD: 1 - FW: 1 - TZ/BS24: 2 - CDU: 4 - AfD: 5 |

| Jahr | AfD | CDU | Linke | Grüne | SPD | FDP | FBD | NPD | Sonstige          | Gesamt |
| ---- | --- | --- | ----- | ----- | --- | --- | --- | --- | ----------------- | ------ |
| 2004 | –   | 5   | 4     | 1     | 2   | 1   | –   | –   | VoSo, NB: je 1    | 15     |
| 2009 | –   | 5   | 2     | 1     | 2   | 2   | 1   | 1   | BüBü: 1           | 15     |
| 2014 | 1   | 5   | 3     | 1     | 2   | 1   | 1   | 1   | –                 | 15     |
| 2019 | 5   | 4   | 2     | 2     | 1   | 1   | –   | –   | –                 | 15     |
| 2024 | 5   | 4   | 1     | 1     | 1   | –   | –   | –   | TZ/BS24: 2, FW: 1 | 15     |

### Wahlen
Bei den Stadtratswahlen bildet der Stadtbezirk Leuben einen Wahlkreis:
- Wahlkreis 9 – Großzschachwitz, Kleinzschachwitz, Laubegast, Leuben, Meußlitz, Sporbitz, Zschieren

## Entwicklung der Einwohnerzahl
| Jahr | Einwohner |
| ---- | --------- |
| 1990 | 38.330    |
| 1992 | 37.543    |
| 1994 | 37.481    |
| 1995 | 37.835    |
| 1996 | 38.377    |
| 1998 | 37.921    |
| 2000 | 36.677    |
| 2001 | 36.666    |
| 2002 | 36.155    |
| 2003 | 36.198    |

| Jahr | Einwohner |
| ---- | --------- |
| 2004 | 36.565    |
| 2005 | 37.196    |
| 2006 | 37.600    |
| 2007 | 37.711    |
| 2008 | 37.918    |
| 2009 | 38.075    |
| 2010 | 38.416    |
| 2011 | 38.663    |
| 2012 | 38.841    |
| 2013 | 38.814    |

| Jahr | Einwohner |
| ---- | --------- |
| 2014 | 39.061    |
| 2015 | 39.276    |
| 2016 | 39.370    |
| 2017 | 39.270    |
| 2018 | 39.273    |

## Stadtbezirksamt
Der Sitz des Stadtbezirksamtes Leuben befindet sich im Rathaus Leuben.